# Région de recensement de Nome
La région de recensement de Nome (en anglais : Nome Census Area) est une région de recensement de l'État d'Alaska aux États-Unis, partie du borough non organisé.

## Localités
- Brevig Mission
- Diomede
- Elim
- Gambell
- Golovin
- Koyuk
- Nome
- Port Clarence
- Savoonga
- Shaktoolik
- Shishmaref
- St. Michael
- Stebbins
- Teller
- Unalakleet
- Wales
- White Mountain

## Démographie
| 1960  | 1970  | 1980  | 1990  | 2000  | 2010  |
| ----- | ----- | ----- | ----- | ----- | ----- |
| 6 091 | 5 749 | 6 537 | 8 288 | 9 196 | 9 492 |